# NGC 3173
NGC 3173 is een spiraalvormig sterrenstelsel in het sterrenbeeld Luchtpomp. Het hemelobject werd op 24 maart 1835 ontdekt door de Britse astronoom John Herschel.

## Synoniemen
- ESO 500-16
- MCG -4-24-22
- AM 1012-272
- IRAS10122-2726
- PGC 29883